# بسيكو أم
محمد الجندوبي واسمه الفني بسيكو أم (Psyco-M) هو فنان ومغني راب تونسي، ولد في 10 يوليو 1986 بالكبارية تونس.

## بدايته مع الراب
بدأ بسيكو أم مشواره في فن الراب منذ صغره متأثرا بمغني الراب لطفي دوبل كانون وتوباك يعتبره القدوة في هذا الفن وخاصة بعد اصداره 'كييل ليمينات' كما أن له الكتير من المعجبين.
مارس كتابة الأغاني منذ سن المراهقة سنة 1999 (ذكر ذلك في أغنيته Miroir (Chapitre 1)) لكن دون تسجيلها في الأستديوهات لأن الوضع لم يسمح له بسبب ضغوطات النظام السابق).

## الصعوبات والتحديات
طبعا لم يكن نجاح بسيكو أم من فراغ، فقد عان الكثير بداية من سياسة الدولة التي تقمع حرية التعبير وخاصة عندما يكون الكلام والنقد موجها لها، زيادة على ذلك محاولات إسقاطه من مغنيي راب اخرين وحتى فنانين. وفي أغنيته "message" كانت رسالته موجهة لهالة الذوادي لوصفها له بالجبان حيث رد عليها بأنها هي التي كانت غائبة في أحداث الثورة التونسية ومن ثم تأتي وكأنها هي البطلة.

## بسيكو أم والإعلام
علاقة بسيكو أم بالإعلام ليست طيبة فهو دائم التهميش له، ولا يظهر كثيرا في القنوات التلفزيونية. لقاءاته معدودة أحدها في قناة حنبعل في حوار لا يتعدى الدقيقتين ومرة أخرى في برنامج «لاباس» على قناة التونسية وأيضا برنامج «لقاء خاص» على إذاعة المغاربية الذي يعتبر أطول برنامج له. أما خارج الوطن فقد كان ضيف برنامج "hip hop magh" في الجزائر، وهذا الظهور القليل لأن الإعلام لايعطيه الحرية الكاملة للتعبير مما لم يتح له إيضاح رأيه وفكره الذي يتبناه، وكان هذا منتظرا، إذ أن بسيكو أم يتناول مواضيع تزعج الحكومة والاعلاميين مما ساهم في ابعاده عن دائرة الأضواء.

## أسباب شهرته
شهرته مرتكزة في المغرب العربي نظرا إلى اللهجة وهي عائدة بالأساس لأسلوبه الفريد من نوعه وشعبية فن الراب والمواضيع التي يتحدث عنها في أغانيه، ويلاحظ أن الكثير متأثر به ومنهم من يقتبس من كلماته، كما يتميز بالشجاعة وعدم الخوف من طرح أي موضوع والكلام عنه سواء كان سياسي أو ديني.

## أرقام قياسية
استطاع بسيكو آم أن يحقق شهرة واسعة عبر أغانيه التوعوية ووصلت صفحته الأولى على الفايسبوك لحوالي ثلاثمائة ألف (300.000) معجب قبل أن يتم قرصنتها، وهو رقم قياسي في تونس بالنسبة للشخصيات العامة والمعروفة، فقد تجاوز عدد المعجبين في صفحته الرسمية كل الفنانين والسياسيين في تونس.
يعتقد أن بسيكو أم غنى أطول أغنية راب في العالم، فقد شرح في 23 دقيقة مسترسلة بالراب أسباب ثورة تونس واتهم أطرافا أجنبية بالوقوف وراء اندلاعها وحذر من أن تدخل البلاد في دوامة فتنة قد تسببها المخابرات الصهيونية المخترقة للدولة وبعض القنوات التي تحارب الإسلام وتعاليمه، كما تطرق لمناقشة الوضع الاقتصادي على المستوى العالمي، واسم الأغنية هو "Thérapie de choc".

## أغانيه
- A3tini El Kalash
- Anonyme
- Ardh AL Safiline
- Autopsy
- Barbare
- Bel We9fa
- Bi3 Lebled
- Black Hole
- Black Rose
- Complot
- Confession
- Contre
- Cyborg
- Fi l'enfer
- Ghost
- Hokuto Shinken
- Inside
- Je Me Souviens
- Jeu Politique
- La Guerre Psychologique
- Last Breath
- Lebled M3abya 5orm
- Les Jeunes Perdus
- Lettre
- Lucifer
- Ma Réponse
- Ma Tunisie 1
- Ma Tunisie 2
- Ma3ani
- Mafia Politique
- Manipulation
- Marionnette
- Mask
- Matricule
- Mc Dannous
- Mensonge
- Message 1 (Message Lik)
- Message 2
- Message 3
- Miroir - Chapitre 1 ( Déséquilibre )
- Miroir - Chapitre 2 ( Fusion )
- Mouwaten
- Necrophilia
- NUMB3RS
- Onizuka [ GTO]
- Petrol
- Piranha
- Plume
- Psychokinésie
- Psychopathe
- Redemption
- Rules
- Slow Death
- Soldats (Danger Public)
- Solide
- Stress Post-Traumatique
- Thérapie de Choc 1
- Thérapie de Choc 2
- Tlassem
- Tsuki no me
- Yamma Je Te Demande Pardon
- Zlatan
- قرن الشيطان
- Psyco-M ft. Bilel RJ - Lebled Tha3et
- Psyco-M ft. Fami - Freestyle
- Psyco-M ft. Fami - Rap Overdose [Live]
- Psyco-M ft. Gadour - Espoire Perdu
- Psyco-M ft. Kenzi - Quoi qu'il arrive
- Psyco-M ft. Klay BBJ - Beb El Matar
- Psyco-M ft. Linko - Foutouna
- Psyco-M ft. Linko - Geleg
- Psyco-M ft. Linko - Glitch
- Psyco-M ft. Linko - Malla Mélla
- Psyco-M ft. Linko - Nhareb
- Psyco-M ft. Linko - Super Saiyan
- Psyco-M ft. Linko - Tfouh / Haters
- Psyco-M ft. Lotfi DK - Yji Nhar
- Psyco-M ft. Narco - Espoir Perdu 2
- Psyco-M ft. Narco - Honneur
- Psyco-M ft. Sadok Nordo - Back Again

## روابط خارجية
- بسيكو أم على موقع IMDb (الإنجليزية)
- بسيكو أم على موقع ميوزك برينز (الإنجليزية)